# Neptis connexa
Neptis connexa är en fjärilsart som beskrevs av Grose-smith 1899. Neptis connexa ingår i släktet Neptis och familjen praktfjärilar. Inga underarter finns listade i Catalogue of Life.